# Снатам Каур
Снатам Каур Кхалса (в.-пандж. ਸਨਾਤਮ ਕੌਰ ਖ਼ਾਲਸਾ; род. 1972 Тринидад, Колорадо, США) — американская певица и автор песен. «Каур» («львица») — это фамилия, которую носят женщины-сикхи.

## Биография
Её отец был менеджером легендарной группы «Grateful Dead». Её семья перебралась в Калифорнию, когда Снатам было 2 года. Когда Снатам было шесть лет, её семья поехала в Индию, где её мать изучала киртан. Снатам жила на ранчо недалеко от Болинеса, Калифорния до 8 класса, после чего перебралась в Милл Вэллей в 1986. На протяжении детства, она участвовала в киртанах со своей матерью в сикхских монастырях и на сикхских религиозных церемониях. Уже в школе Снатам проявляла интерес к музыке. Училась она в Тамалпайской школе в Милл Вэллей, где она играла на скрипке в школьном оркестре и где начала писать песни.
После окончания школы, Снатам училась в Миллс Колледже в Окленде, Калифорния, где получила степень бакалавра по биохимии. После этого она вернулась в Индию для изучения киртана под руководством учителя её матери, Бхай Хари Сингха.

## Музыка Снатам Каур
В 2000 Каур пела на студии Spirit Voyage Records, основатель которой, Гуру Ганеша Сингх, стал её менеджером и гитаристом. Она профессионально сотрудничает с продюсером New Age музыки Томасом Барку. Названия дисков Снатам Каур: Prem, Shanti, Grace, Anand, Liberation’s Door, Ras, Evening Prayer и другие.

## Тур Празднования Мира
Снатам Каур проводит большую часть года путешествуя, исполняя песни и преподавая йогу. Её мировой тур Празднования Мира включает, как правило, выступления в школах, хосписах, детских домах и других местах. Каур признанный учитель и «Посланник мира» для 3HO (Healthy (англ. здоровые) , Happy (англ. счастливые), Holy (англ. благословенные) Organization) и других аффилированных ООН организаций с 1996. Каур путешествует в туре со своим музыкальным партнером Гуру Ганеша Сингхом, гитаристом и вокалистом. Её муж, художник-график, Сопуркх Сингх, и её дочь Джап Прит Каур также путешествуют с ней.

## Дискография
- Prem (Love) (2002, Spirit Voyage Records)
- Shanti (2003, Spirit Voyage Records)
- Grace (2004, Spirit Voyage Records)
- Mother’s Blessing (2005, Spirit Voyage Records)
- Celebrate Peace (2005, Spirit Voyage Records)
- Anand (2006, Spirit Voyage Records)
- LIVE in Concert (2007, Spirit Voyage Records)
- Liberation’s Door (2009, Spirit Voyage Records)
- Ras (2011, Spirit Voyage Records)
- Heart Of The Universe (2012, Point of Light Records/Spirit Voyage Records)